# Maggie Barnes
Maggie Barnes (Black Creek, 6 mars 1882 — Kenly, 19 janvier 1998) était une supercentenaire américaine. Au moment de ça mort, elle est la 5e plus vielle personne de l'histoire, en janvier 2025, elle est ainsi considérée comme la 36e personne la plus âgée de l'histoire à avoir été enregistrée, ayant vécu 115 ans et 319 jours. Elle est également la 6e Afro-Américaine la plus âgée et la personne la plus âgée de Caroline du Nord.

## Biographie
Maggie Pauline Hinnant est née à Black Creek, en Caroline du Nord, fille de l'esclave Louzaine Hinnant et d'un père inconnu. Elle a épousé le fermier William Orangie Barnes dans la ferme du beau-père de Maggie à Black Creek le 22 octobre 1899. Le couple a eu 15 enfants, dont huit ont atteint l'âge adulte : Lillian, Clara, Gladys, Nell, Willie, Mary, Ruth et Mildred. La famille a déménagé à Kenly en 1904 et Maggie a passé le reste de sa vie dans cette région. Maggie est décédée des suites d'une gangrène née de complications à la suite d'une infection mineure du pied, à Kenly, le 19 janvier 1998 à l'âge de 115 ans et 319 jours.

## Records de longévité
Le 14 septembre 1996, Maggie Barnes devient la deuxième personne vivante la plus âgée des États-Unis (derrière Sarah Knauss) après le décès de Carrie Lazenby qui avait 25 jours de plus qu'elle. Le 6 mars 1997, Maggie Barnes fête son 115e anniversaire, devenant symboliquement la dixième personne attestée de l'histoire à atteindre cet âge et la sixième Américaine à le faire. Le 4 août 1997, à 115 ans, Maggie Barnes devient la troisième personne vivante la plus âgée du monde après le décès de Jeanne Calment qui avait 122 ans. Le 21 octobre 1997, elle dépasse l'âge de la Britannique Charlotte Hughes pour devenir la septième personne validée la plus âgée de tous les temps. Le 9 décembre 1997, Maggie Barnes devient (avec d'autres) l'une des cinq dernières survivantes nées avant 1884, après le décès de la Britannique Lucy Askew (née en 1883).
Maggie Barnes prétendait avoir 117 ans, mais son âge a été vérifié comme étant née le 6 mars 1882, selon une bible familiale ; le recensement de 1900 indiquait comme date de naissance « mars 1881 ».